# Гомилці
Гомилці (словен. Gomilci) — поселення в общині Дестрник, Подравський регіон‎, Словенія.